# Я — легенда (фильм)
«Я — легенда» (англ. I Am Legend) — американский постапокалиптический фильм 2007 года про людей, заражённых вирусом, изменившим их до неузнаваемости. Режиссёр — Фрэнсис Лоуренс. Фильм является экранизацией одноимённого романа Ричарда Мэтисона.

## Сюжет
Пролог. Доктор Элис Крипин в телепередаче рассказывает, что ею найдено чудотворное лекарство от рака… Спустя три года Нью-Йорк опустел, и по улицам бродят дикие животные. Лекарство от рака оказалось вирусом, впоследствии вышедшим из-под контроля.
Роберт Невилл — подполковник медицинской службы американской армии — живёт в постапокалиптическом Нью-Йорке, занимаясь патрулированием улиц города, пополнением припасов из пустых зданий, охотой на оленей и медицинскими опытами для изготовления сыворотки против вируса. Он, по всей видимости, единственный выживший человек в Нью-Йорке. Попытки найти других выживших с помощью радиосвязи — безуспешны. Однако в городе он не один. Он окружён заражёнными особями, которые стали звероподобными хищниками и ведут ночной образ жизни из-за болезненной чувствительности к солнечному свету — они гибнут при облучении ультрафиолетом. Его единственным другом является немецкая овчарка по кличке Сэм (Саманта). Роберт дисциплинирован, занимается спортом и считает, что обязан выжить и найти лекарство от вируса, уничтожившего человечество. Однако жизнь его очень одинока.

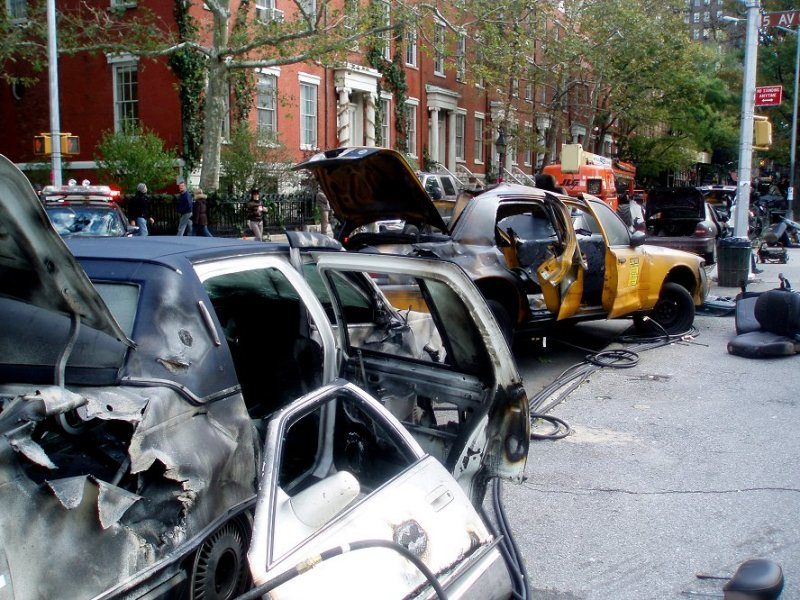
На съёмочной площадке. Дом Невилла

Однажды он натыкается на «улей» зараженных, живущих во мраке, после того, как его собака забегает в бывший банк, гонясь за оленем. Вскоре после этого Невилл решает проверить новую сыворотку на заражённых и возвращается к обнаруженному «улью» для поимки заражённого, делая ловушку. Чтобы привлечь зараженных, Роберт использует пробирку со своей кровью, которую разбивает в «улье», чтобы зараженные клюнули на запах крови. Однако, поймав зараженного силком, он видит, как один из них в армейской куртке выходит из здания, злобно ревёт и получает при этом сильнейшие солнечные ожоги, что Невилл рассматривает как свидетельство дальнейшего уменьшения умственных способностей заражённых. Однако он ошибается, ведь уже на следующий день обнаруживает, что заражённые установили капкан для него самого. Невилл оказывается пойман в силок, установленный заражёнными, аналогичный тому, что он использовал сам. Он долго висит вниз головой и теряет сознание. Через некоторое время учёный приходит в себя, ему удаётся вырваться из петли, обрезав её ножом, но при падении нож вонзается ему в бедро, и он становится обездвиженным. Невилл замечает в тёмной дыре здания силуэт заражённого и старается изо всех сил добраться к автомобилю. Но заражённые натравливают на него своих собак, и те с последними лучами солнца бросаются на учёного и его питомца. В ходе битвы Невиллу помогает Саманта, которая отвлекает собак-зомби. После схватки становится ясно, что Саманта заражается вирусом. Невилл душит её после того, как Сэм в бешенстве пытается напасть на него. Вернувшись ночью на пристань, где он обычно ждал не заражённых людей (которых пытался найти по радиосвязи), и, устроив там засаду, он начинает давить тварей своей машиной. Нелюди опрокидывают машину, и Невилл оказывается с ними один на один. Однако в последний миг зараженные убегают, спасаясь от света прожектора, а кто-то спасает Невилла, вытащив его из разбитой машины. Находясь в полубессознательном состоянии, Невилл объясняет спасшей его женщине, что она должна колесить на машине по городу до восхода солнца и только после этого привезти его домой, поскольку заражённые не должны вычислить, где он живёт.
Придя в себя, Невилл обнаруживает, что его спасла женщина по имени Анна, которая вместе со своим сыном Итаном направлялась в колонию выживших. Анна убеждает Невилла в том, что завтра они вместе могут поехать в колонию в Вермонте. Невилл всё же сомневается в том, что она права, говоря ей, что должен остаться в городе и найти лекарство от болезни. Он показывает ей свою лабораторию, где держит пойманную им заражённую женщину, которую он называет «оно», а не «она».
Наступает ночь, и Невилл понимает, что Анна поспешила и привезла его домой ещё в темноте, а преследовавшая машину стая заражённых всё же нашла его дом и что оборонительные сооружения, на которые он полагался, оказываются полезными лишь для обезвреживания нападения первой волны «зомби».

### Концовка
Обычная концовка
В обычной версии фильма во время сцены в лаборатории вожак стаи зомби пытается разбить стекло, в это время Невилл передаёт Анне пробирку с сывороткой и прячет её с мальчиком в тайнике за дверью старого ссыпного колодца, после чего достаёт фотографию своих жены и дочери и тоскливо рассматривает её. Он достаёт гранату, и когда вожак зомби последним ударом разбивает стекло, Невилл кидается ему навстречу и с криком подрывает заражённых вместе с собой. Анна и Итан благополучно добираются до колонии, доставляя сыворотку.
Альтернативная концовка (режиссёрская версия)
В режиссёрской версии фильма доктор показывает Анне ловушку, в которую попался. Также он отвозит Анну с её сыном в здание, куда он ходил ловить рыб. К нему приходит идея применить холод для использования сыворотки. Спасаясь в лаборатории, Невилл обнаруживает, что заражённая пленница положительно реагирует на новую сыворотку. Заражённые кидаются на его лабораторию. Доктор видит бабочку на стекле, которую нарисовал заражённый и, так как до этого он видел татуировку на плече заражённой, до него доходит смысл преследования его заражёнными. Невилл открывает дверь и отдаёт предводителю пленную, которая, судя по всему, была «женщиной» вожака стаи. «Зомби» не трогают их, и позже Невилл, Анна и Итан покидают на машине заражённый город.

## В ролях
| Актёр           | Роль                                          |
| --------------- | --------------------------------------------- |
| Уилл Смит       | доктор Роберт Невилл                          |
| Алисе Брага     | Анна                                          |
| Чарли Тахэн     | Итан                                          |
| Салли Ричардсон | Зои Невилл                                    |
| Уиллоу Смит     | Марли Невилл                                  |
| Эмма Томпсон    | доктор Элис Криппин (хроника в начале фильма) |

## Создание фильма
В середине 1990-х годов была начата подготовка к съёмкам этого фильма с Арнольдом Шварценеггером в главной роли и в постановке Ридли Скотта, однако студии не удалось согласовать бюджет и проект был заморожен.
Первоначально Уилл Смит пожелал, чтобы должность режиссёра занимал Гильермо дель Торо, однако последний отклонил предложение возглавить съёмки блокбастера. В конечном итоге режиссёром картины стал Фрэнсис Лоуренс.
Съёмки фильма начались 23 сентября 2006 года. Продюсер Акива Голдсман решил перенести место действия фильма из Лос-Анджелеса в Нью-Йорк, чтобы ещё более усилить впечатление пустоты, так как, по его словам, «Нью-Йорк никогда не бывает пустым…».
Съемки фильма проходили в Нью-Йорке. В кадре мелькает большое количество известных локаций, таких как центральный вокзал, медисон-сквер, Бруклинский мост. 
Начало проката фильма в США — 14 декабря 2007 года, в России — 7 февраля 2008 года. За месяц до премьеры на DVD вышел мокбастер «Я воин», главную роль в котором исполнил Марк Дакаскос — ещё одна трактовка романа Матесона.
Крики чудовищ в фильме озвучивал вокалист группы Faith No More Майк Паттон, поскольку продюсерам хотелось привнести в их голос человеческие нотки, хотя и нестандартные.
В фильме было использовано множество шуток в виде афиш и анонсов несуществующих фильмов. Как объяснил Фрэнсис Лоуренс, все они были придуманы Голдсманом, который задался целью представить, «какие фильмы могли бы выйти в 2009 году, когда наступит апокалипсис». В первой же сцене фильма показан постер не выпущенного на тот момент фильма «Бэтмен против Супермена», в создании сценария которого участвовал Акива Голдсман.

## Отзывы критиков
На сайте Rotten Tomatoes у фильма 68 % положительных рецензий на основе 215 рецензий со средней оценкой 6,3 из 10. На Metacritic — 65 баллов из 100 на основе 37 рецензий, что соответствует статусу «в целом положительные отзывы». Зрители, опрошенные CinemaScore, поставили фильму среднюю оценку «B» по шкале от A+ до F.

### Награды и номинации
Фильм получил четыре номинации на премию VES Awards, вручаемую обществом специалистов по визуальным эффектам. Он также был выдвинут на премию Гильдии киноактёров США за лучший каскадёрский ансамбль в игровом кино. Кроме того, картина получила номинации в категориях «Лучший фильм» и «Лучшая мужская роль» на Image Awards, а также в категории «Лучший звук» на премии «Спутник». В 2008 году Уилл Смит был удостоен наград на премиях «Сатурн» и MTV Movie Awards в категории «Лучшая мужская роль».

## Сиквел
В 2008 году новостные ресурсы активно распространили слухи о создании приквела или сиквела картины. Более того, эти предположения подкреплялись комментариями самого режиссёра, Фрэнсиса Лоуренса. Однако в 2011 году Лоуренс официально заявил о том, что продолжение картины в каком бы то ни было виде не состоится. Причины своего отказа от работы он так и не озвучил. В попытках запустить сиквел проекта «Я — легенда», кинокомпания Warner Brothers планировала пойти другим путём, объявив о планах создать ремейк.
4 марта 2022 года был анонсирован сиквел, главную роль в котором сыграет Уилл Смит. Сиквел будет основан на альтернативной концовке, в которой Невилл остался жив.